# Pierre-Joseph Bonte-Pollet
Pierre-Joseph Bonte-Pollet (1er mai 1779, Lille - 11 octobre 1864, château de Branleux (Colleret)), est un industriel et homme politique français.

## Biographie
Riche négociant et propriétaire à Lille, il devint maire de Lille, prit part sous la Restauration et sous Louis-Philippe aux luttes du parti libéral dans le département du Nord, et présida le banquet réformiste organisé par les radicaux de Lille.
Élu, le 23 avril 1848, représentant du peuple à l'Assemblée constituante par le département du Nord, avec 167 844 voix sur 234 867 votants, 278 352 inscrits, il siégea parmi les républicains modérés, et vota :
- le 9 août 1848, pour le rétablissement du cautionnement ;
- le 18 septembre, contre l'abolition de la peine de mort ;
- le 7 octobre, contre l'amendement Grévy ;
- le 21 octobre, contre l'abolition du remplacement militaire ;
- le 2 novembre, contre le droit au travail; le 25 novembre, contre l'ordre du jour : « Le général Cavaignac a, bien mérité de la patrie » ;
- le 28 décembre, pour la réduction de l'impôt du sel ;
- le 12 janvier 1849, contre la proposition Rateau ;
- le 21 mars, contre l'interdiction des clubs ; le 16 avril, pour le crédit de 1 200 000 francs destiné à l'expédition de Rome ;
- le 2 mai, pour l'amnistie des transportés ;
- le 11 mai, contre la mise en accusation du président et de ses ministres ;
- le 18 mai, contre l'abolition de l'impôt des boissons.

Il ne fit pas partie d'autres législatures.

## Hommages
La Rue Bonte-Pollet, située dans le quartier de Vauban-Esquermes de Lille, prend son nom en hommage.

## Sources
- Frédéric Barbier, Le Patronat du Nord sous le Second Empire: Une approche prosopographique, 1989
- « Pierre-Joseph Bonte-Pollet », dans Adolphe Robert et Gaston Cougny, Dictionnaire des parlementaires français, Edgar Bourloton, 1889-1891 [détail de l’édition]